# Tiểu vương quốc Idrisi Asir
Tiểu vương quốc Idrisi Asir (tiếng Ả Rập: إمارة عسير الإدريسية) là một nhà nước đoản mệnh nằm trên bán đảo Ả Rập. Tiểu vương quốc này nằm trên vùng địa lý Jizan, nay thuộc miền tây nam của Ả Rập Xê Út. Quyền lực của Emir (Tiểu vương) bị hạn chế trong dải đất thuộc Tihamah, dài khoảng 129 km và sâu vào nội địa khoảng 64 km đến sườn của vùng cao Asir, thủ đô là Sabya còn Jizan và Midi là những cảng biển.
Tiểu vương quốc do Muhammad ibn Ali al-Idrisi thành lập trong cuộc khởi nghĩa chống Đế quốc Ottoman. Cuộc khởi nghĩa được Anh Quốc ủng hộ trong bối cảnh Chiến tranh thế giới thứ nhất, và hưng thịnh cho đến khi Sayyid Muhammad mất vào năm 1920. Tiểu vương quốc dần bị sáp nhập vào nhà nước Ả Rập Xê Út mới hình thành và chính thức bị vương quốc này thôn tính theo Hiệp định Taif vào năm 1934.
Bản đồ Tiểu vương quốc Idrisi Asir
- 1872–1915
- 1915–1916
- 1916–1923
- 1923–1934